# Konstanty Drucki-Lubecki

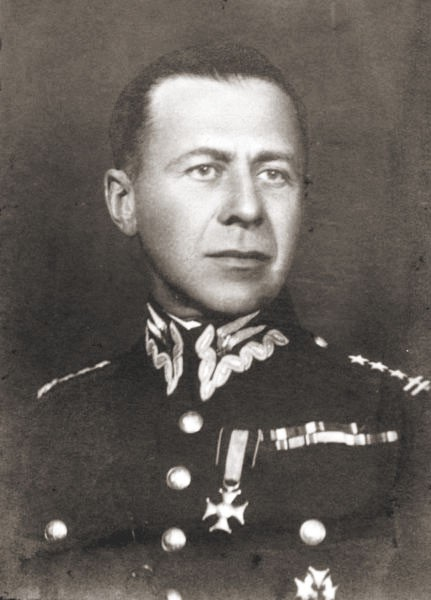
Konstanty Drucki-Lubecki jako pułkownik WP

Konstanty Maria Józef Drucki-Lubecki (ur. 13 marca 1893 w majątku Porochońsk, pow. Pińsk, zm. 1940 w ZSRR) – książę herbu Druck, pułkownik dyplomowany kawalerii Wojska Polskiego, kawaler Orderu Virtuti Militari, ofiara zbrodni katyńskiej.

## Zarys biografii
Pochodził z ziemiańskiej (książęcej) rodziny Druckich-Lubeckich. Syn Hieronima i Marii z d. Gotzendorf-Grabowskiej (córki Adama Grabowskiego). Absolwent Aleksandrowskiego Liceum w Sankt Petersburgu (1914) i Oficerskiej Mikołajewskiej Szkoły Kawaleryjskiej. Podczas I wojny światowej służył w armii rosyjskiej. Na początku był fajerwerkerem w artylerii konnej gwardii, następnie kornetem w 17 pułku dragonów, a pod koniec służby podporucznikiem w 12 pułku huzarów. Został ranny. Od grudnia 1917 roku żołnierz szwadronu polskiego pod dowództwem rotmistrza Konstantego Plisowskiego w Odessie. W okresie od 4 stycznia do 5 marca wziął udział w przeprawie 4 szwadronu ułanów pod dowództwem rtm. Kazimierza Plisowskiego z Odessy do Bobrujska gdzie mobilizowano oddziały I Korpusu Polskiego. Za wykazaną dzielność odznaczony Amarantową Wstążeczką przez gen. Józefa Dowbor-Muśnickiego. Od marca do maja 1918 roku służył w 3 pułku ułanów I Korpusu Polskiego na Wschodzie. Pełnił również służbę w 13 pułku ułanów i 23 pułku ułanów, w którego barwach studiował w Wyższej Szkole Wojennej. W latach 1918–1921 w oddziale konnym Samoobrony Wileńskiej (dochodząc do stanowiska dowódcy pułku). Jako rotmistrz w październiku 1920 roku dowodził szwadronem i po walkach umożliwił piechocie zajęcie linii demarkacyjnej w okolicy Mińska. Za ten czyn został odznaczony Orderem Virtuti Militari V klasy.
W okresie międzywojennym (lata 1925–1928) był m.in. dyrektorem nauk w Centrum Wyszkolenia Kawalerii w Grudziądzu, zastępcą dowódcy 13 pułku ułanów, od kwietnia 1929 do kwietnia 1932 roku dowódcą 2 pułku szwoleżerów, od 1932 do 1938 roku kierownikiem katedry taktyki w Wyższej Szkole Wojennej, od września 1938 roku zastępcą dowódcy Wileńskiej Brygady Kawalerii, wreszcie dowódcą tej Brygady (sierpień 1939 r.), którą dowodził w wojnie 1939 roku. 26 września 1939 roku został ranny we wsi Leszczesna, trafił do niewoli sowieckiej do więzienia NKWD w Samborze, w maju 1940 wraz z grupą oficerów m.in. z 26 pułku ułanów wielkopolskich przewieziony do więzienia w Kijowie. Zamordowany na terenie Ukraińskiej SRR prawdopodobnie w Kijowie, pochowany w lesie k. Bykowni. Jego nazwisko znalazło się na tzw. Ukraińskiej Liście Katyńskiej opublikowanej w 1994. Teren na którym został pochowany Drucki-Lubecki został przekształcony w 2012 w Polski Cmentarz Wojenny w Kijowie-Bykowni. Jego symboliczny grób znajduje się na Cmentarzu Stare Powązki w Warszawie (kwatera pod katakumbami-1-129,130).

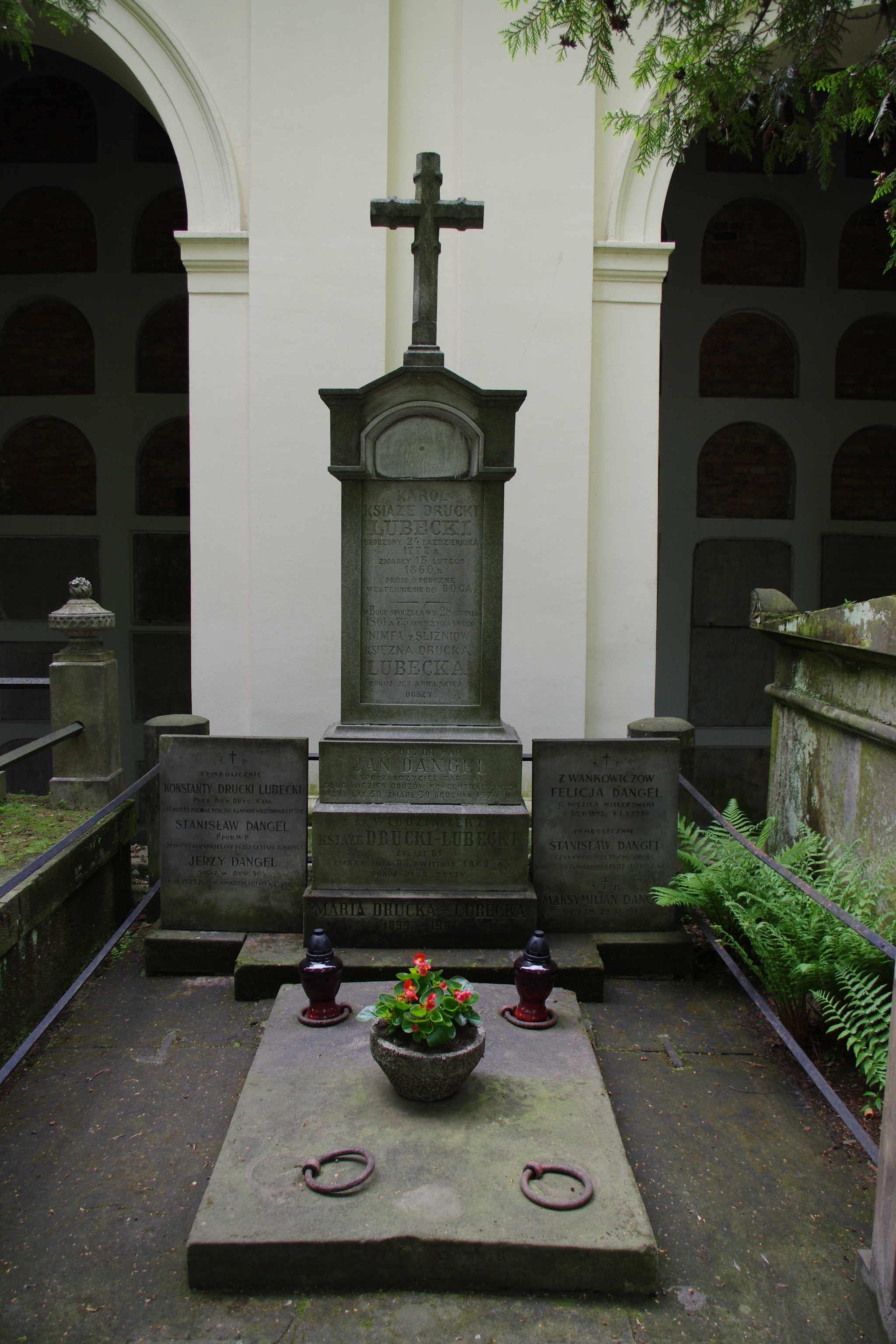
Grób ekonomisty Jana Dangela oraz książąt Druckich-Lubeckich w Alei Katakumbowej na Starych Powązkach w Warszawie

Naczelny Wódz, gen. broni Władysław Anders, awansował go pośmiertnie do stopnia generała brygady ze starszeństwem z 1 stycznia 1964 roku.
Autor podręczników i artykułów w prasie wojskowej, m.in. pracy (współautor Ziemowit Grabowski) Taktyka kawalerii: wykłady 1 i 2 kursu (Warszawa 1934) uznanej za podstawowy podręcznik do użytku wojskowego.

## Awanse
- porucznik – 1917[1]
- major – ze starszeństwem z dniem 1 czerwca 1919[1]
- podpułkownik – 1 stycznia 1927[1]
- pułkownik – 1 stycznia 1932[1]

## Ordery i odznaczenia
- Krzyż Srebrny Orderu Wojskowego Virtuti Militari nr 3535 (1921)[7][8]
- Krzyż Oficerski Orderu Odrodzenia Polski (11 listopada 1937)[9]
- Krzyż Walecznych (dwukrotnie)[10]
- Złoty Krzyż Zasługi (17 marca 1930)[11][8]
- Medal Niepodległości (9 listopada 1933)[12]
- Krzyż Zasługi Wojsk Litwy Środkowej nr 847[13][8]
- Medal Pamiątkowy za Wojnę 1918–1921[8]
- Medal Dziesięciolecia Odzyskanej Niepodległości[8]
- Srebrny Medal za Długoletnią Służbę
- Brązowy Medal za Długoletnią Służbę
- Oficer Legii Honorowej (Francja)
- Medal Zwycięstwa („Médaille Interalliée”)[14][15][8]